# Барсакельмеський державний природний заповідник
Барсакельме́ський держа́вний приро́дний запові́дник (каз. Барсакелмес мемлекеттік табіғі қориғи) — заповідник в Аральському районі Кизилординської області Казахстану.

## Розташування й зонування території
Територія заповідника складається з двох кластерних ділянок — «Барсакельмес» і «Каскакулан».
Ділянка «Барсакельмес» охоплює колишню територію заповідника (16 975 га) і осушене дно моря, загальна площа 50 884 га (з них заповідне ядро —- 37725 га, буферна зона — 13 159 га). Ділянка «Каскакулан» займає 109 942 га (заповідне ядро — 68 154 га, буферна зона — 41 788 га).
Барсакельмеський заповідник — єдиний в Казахстані і СНД заповідник з екстремальними екологічними умовами, що знаходиться в зоні екологічної катастрофи глобального масштабу (зниження рівня Аральського моря). Це унікальна «природна лабораторія» для вивчення процесів аридизації клімату, опустелювання природних комплексів, перебудови складу і структури екосистем, арена видоутворення, формування рельєфу, ландшафтів, біорізноманіття. Все це має важливе значення для розуміння процесів еволюції і адаптації біоти до факторів природного середовища, що катастрофічно змінюються.

## Історія
- 1929 — на острові Барсакельмес створено мисливське господарство, сюди завезені джейрани, сайгаки, зайці-русаки, сірі куріпки, фазани.
- 1939 — засновано заповідник (нараховує 50—60 особин сайгака).
- 1953 — завезені кулани з Бадхиза (Туркменістан).
- 1983 — на острові мешкає 230 сайгаків, 160 джейранів, 242 кулани.
- 2005 — в районі Каскакулана налічується 179 куланів, на півострові Барсакельмес — 155 сайгаків і 50 джейранів.
- 2009 — Барсакельмес припинив бути півостровом; з тих пір є урочище, з усіх боків оточене осушеним морським дном.

## Флора і фауна
Флора судинних рослин заповідника включає 278 видів, у тому числі ендемічні казахстанські види: полин (аральський і прутовидний), лобода Пратова, жузгуни (курчоватий, присадкуватий, Талібіна), тюльпан Борщова.
На території заповідника мешкають рідкісні, занесені до Червоної книги, види тварин. Це представники орнітофауни: кучерявий пелікан, білоока чернь, мармуровий чирок, мала біла чапля, лебідь-кликун, малий лебідь, савка, змієїд, степовий орел, орел-могильник, беркут, джек, кречітка, чорночеревий рябок, білочеревий рябок, саджа, бурий голуб, пугач. З ссавців до рідкісних і зникаючих видів відносяться джейран, туркменський кулан, сайгак, перегузня, рідкісний карликовий тушканчик, вухатий їжак. На ділянці Каскакулан знаходяться основні популяції кулана і джейрана, завдяки наявності джерел питної води.